# Mucklorna och hur de kom till Pettson och Findus
Mucklorna och hur de kom till Pettson och Findus (tyska: Die Mucklas... und wie sie zu Pettersson und Findus kamen) är en tysk-luxemburgsk familjefilm från 2022 i regi av Ali Samadi Ahadi efter ett manus av Thomas Springer som bygger på böckerna om Pettson och Findus av Sven Nordqvist.
Filmen hade biopremiär i Tyskland, Schweiz och Österrike den 20 oktober 2022 och i Sverige 17 februari 2023.

## Handling
Filmen följer de tre mucklorna Sonja, Tjorben och Sture som bor i Hanssons lanthandel. Men efter att lanthandlaren dör måste de leta efter någon annanstans att bo.

## Rollista
Skådespelare
- Uwe Ochsenknecht – skadedjursbekämparen Karl
- Christine Urspruch – Molli
- Stefan Kurt – Pettson
- Marianne Sägebrecht – Beda
- André Jung – Olaf Karlsson
- Marco Lorenzini – herr Hansson
- Patrick Hastert – Emilio Brasi
- Anouk Wagener – Astrid Borka
- Eduard-Stefan Constantin – Johann Borka

Röster
- Nina Schatton – Findus / liten muckla
- Roxana Samadi – Svunja
- Marcel Mann – Tjorben
- Ali Samadi Ahadi – Smartö
- Joachim Tennstedt – stamäldste Frode
- Andreas Rehschuh – tjock muckla
- Caroline Schreiber – Smartös mamma / berättare
- Victoria Sturm – Svunjas mamma / muckelforskare
- Tilo Krügel – Svunjas pappa
- Caroline Schreiber – berättare

### Svenska röster
- Happy Jankell – Sonja
- Kim Sulocki – Tjorben
- Joakim Tidermark – Sture
- Johan H:son Kjellgren – Karl
- Sanna Ekman – Molly
- Anton Olofson Raeder – Frode
- Dan Ekborg – Pettson
- Hasse Jonsson – Bagare
- Ima Nilsson – Findus
- Övriga roller – Linus Wahlgren, Mikael Regenholz, Charlotte Ardai Jennefors, Jennie Jahns, Magnus Ehrner, Stephan Karlsén, Mikaela Tidermark Nelson, Julian Gadelius, Joakim Jennefors, Linda Åslund, John-Alexander Eriksson, Rickard Engborg
- Översättning – Matilda Ugand
- Dialogregissör – Alice Ericsson
- Inspelningstekniker – Alice Ericsson
- Mixtekniker – Magnus Veigas
- Svensk version producerad av Eurotroll AB[25]

## Produktion
Filmen producerades av Tradewind Pictures i samproduktion med Amour Fou Filmproduktion, Senator Film Produktion och Little Dream Entertainment. Inspelningarna påbörjades i Erfurt den 12 februari 2021 och fortsatte i Luxemburg fram till 26 februari 2021.

## Mottagande
Filmen fick ett svalt mottagande där kritikerna bland annat kritiserade själva mucklorna på olika sätt, flera tyckte också att idén var lat och fantasilös och drog paralleller med Minionerna till filmens nackdel.
Filmdiensts kritiker Johannes Wolters gillade filmens färgkomposition, men ogillade att filmen frångått mucklornas utseende från böckerna och de tidigare filmerna och kritiserade filmens sammanhållning, manus och skådespelarinsatser, och att han fort skulle glömma den och beskrev filmen som "skapad av vuxna som inte längre vet att de själva varit barn och för barn som accepterar allt utan invändning".
Filmstarts kritiker Karin Jirsak ansåg att en film med mucklorna i huvudrollen gick emot själva idén med mucklorna, att de borde vara i bakgrunden och inte synas så mycket och att magin därmed gick förlorad när de gjordes till huvudkaraktärer. Jirsak kritiserade även mucklornas generiska utseende och filmens klichéartade handling.
Kino-Zeits kritiker Rochus Wolff menade på att filmen hade en ostrukturerad uppbyggnad, saknade riktning och kritiserade i synnerhet Ochsenknechts skådespelarinsats.
Anton Lernstål på Oskarshamns-Tidningen skrev att "Mucklorna" är en charmig film för hela familjen. "Inte minst fastnar jag för det fina i hur huvudpersonernas olikheter är det som gör att de till slut lyckas. Det är fint och viktigt."